# Woiwodschaft Kujawien-Pommern

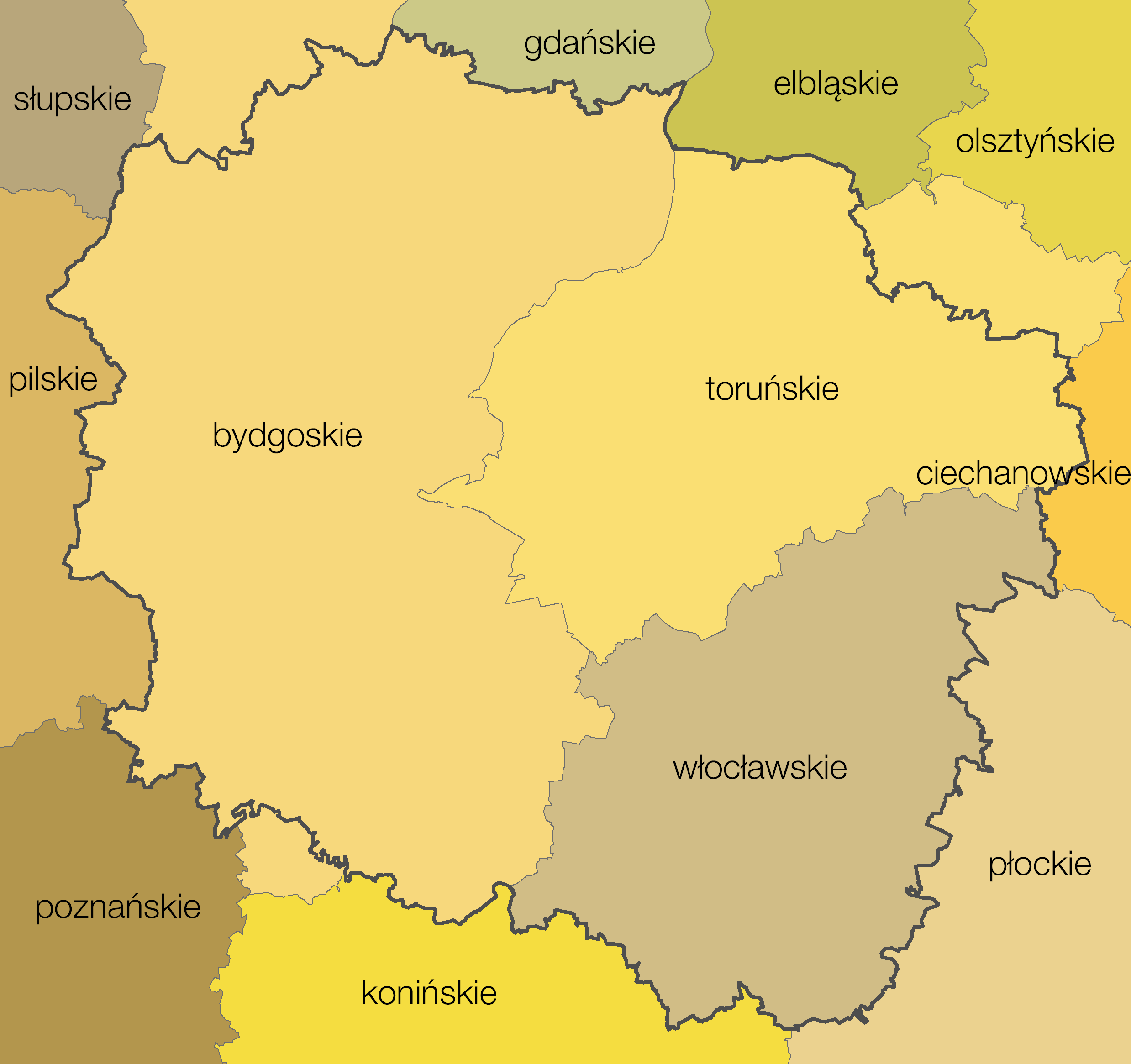
Aufteilung Kujawien-Pommerns in ehemalige Woiwodschaften

Die Woiwodschaft Kujawien-Pommern (polnisch województwo kujawsko-pomorskie) ist eine der 16 Woiwodschaften, in die Polen gegliedert ist. Sie befindet sich im nördlichen Zentralpolen. Namensgebend für die Woiwodschaft sind die historischen Landschaften Kujawien (Kujawy) und Pommerellen (Pomorze Nadwiślańskie). Darüber hinaus umfasst das Gebiet der Woiwodschaft die Regionen Kulmerland (Ziemia Chełmińska), Dobriner Land (Ziemia Dobrzyńska) und Krajna sowie kleinere Teile Großpolens.
Die Hauptstädte Kujawien-Pommerns sind Bydgoszcz und Toruń. Bydgoszcz ist Sitz des von der Zentralregierung eingesetzten Woiwoden, der für die Verwaltung der zentral aus Warschau zugeteilten Finanzen, für das Innenressort und die Polizei zuständig ist. Toruń ist Sitz des Woiwodschaftsmarschalls, seiner Regierung und des Parlaments (Sejmik).

## Wappen
Beschreibung: In Silber unter einer goldenen Krone ein goldener bewehrter roter halber Adler und linksgewendeter rotbewehrter halber rotkonturierter schwarzer Greif.

## Geschichte
Die Woiwodschaft ging mit der polnischen Gebietsreform von 1999 aus den ehemaligen Woiwodschaften Bydgoszcz (Bromberg), Toruń (Thorn) und Włocławek (Leslau) hervor. Das Gebiet umfasst große Teile des ehemaligen Westpreußen und die ehemalige Woiwodschaft Großpommerellen, deren Gebiet überwiegend zum heutigen Kujawien-Pommern gehört.

## Verwaltungsgliederung
Die Woiwodschaft Kujawien-Pommern ist in 19 Landkreise und vier kreisfreie Städte unterteilt. Sie bilden zwar unter ihrem Namen ebenfalls einen Landkreis, gehören ihm aber selbst nicht an.

### Kreisfreie Städte
Einwohnerzahlen vom 31. Dezember 2020
- Bydgoszcz (Bromberg) 344.091; 176 km²
- Toruń (Thorn) 198.613; 116 km²
- Włocławek (Leslau) 108.561; 84 km²
- Grudziądz (Graudenz) 93.564; 58 km²

### Landkreise
Einwohnerzahlen vom 31. Dezember 2020
- Aleksandrów Kujawski 54.891; 476 km²
- Brodnica  (Strasburg) 79.023; 1.039 km²
- Bydgoszcz (Bromberg) 120.432; 1.395 km²
- Chełmno (Culm) 51.657; 528 km²
- Golub-Dobrzyń (Gollub-Dobrin) 44.855; 613 km²
- Grudziądz (Graudenz) 40.305; 728 km²
- Inowrocław (Hohensalza) 158.496; 1.225 km²
- Lipno 65.450; 1.016 km²
- Mogilno 45.482; 676 km²
- Nakło nad Notecią (Nakel) 86.119; 1.120 km²
- Radziejów 40.025; 607 km²
- Rypin 43.390; 587 km²
- Sępólno Krajeńskie (Zempelburg) 40.826; 791 km²
- Świecie (Schwetz) 98.703; 1.473 km²
- Toruń (Thorn) 109.565; 1.230 km²
- Tuchola (Tuchel) 48.322; 1.075 km²
- Wąbrzeźno (Briesen) 34.040; 501 km²
- Włocławek (Leslau) 85.646; 1.472 km²
- Żnin (Znin) 69.886; 985 km²

| Landkreise        | Größte               | Kleinste              |
| ----------------- | -------------------- | --------------------- |
| flächenmäßig      | Powiat Świecki       | Powiat Aleksandrowski |
| bevölkerungsmäßig | Powiat Inowrocławski | Powiat Wąbrzeski      |

## Geographie

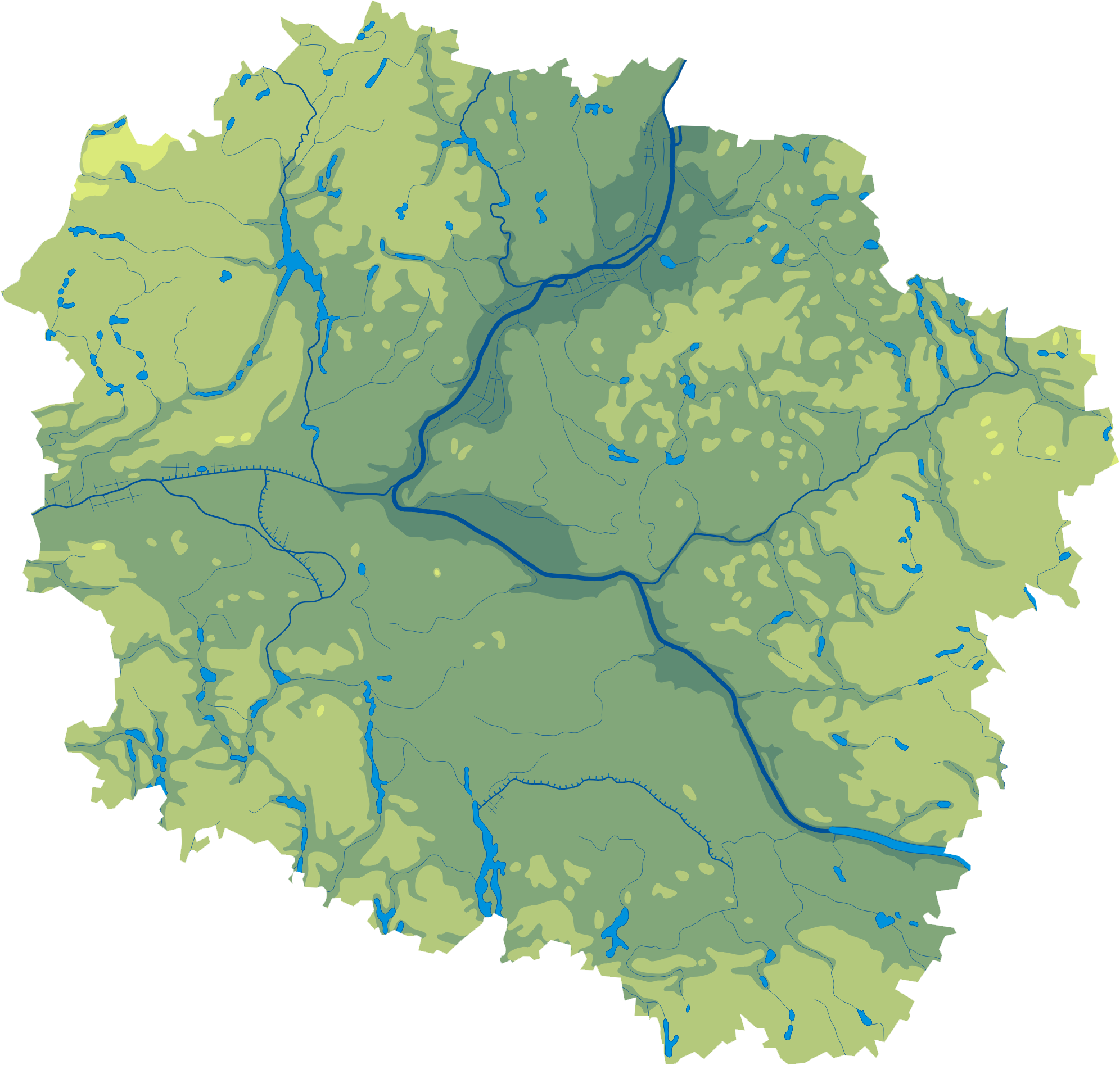
Topographie Kujawien-Pommerns

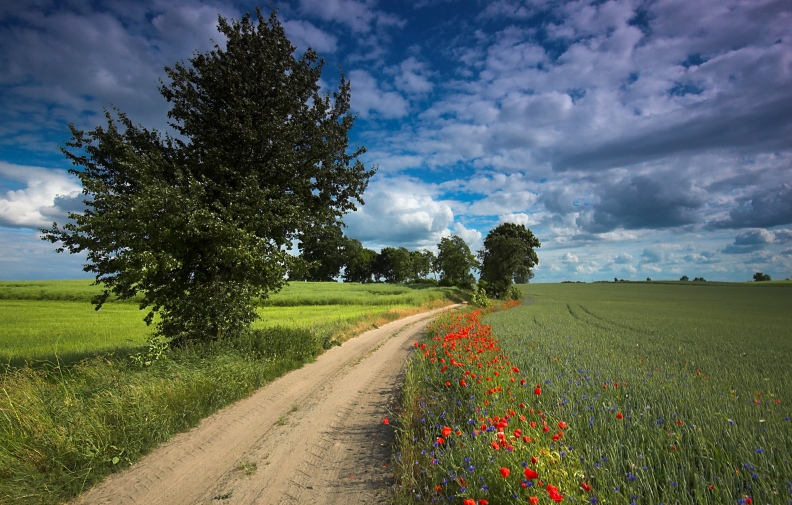
Landschaft in der Krajna im Nordwesten der Woiwodschaft

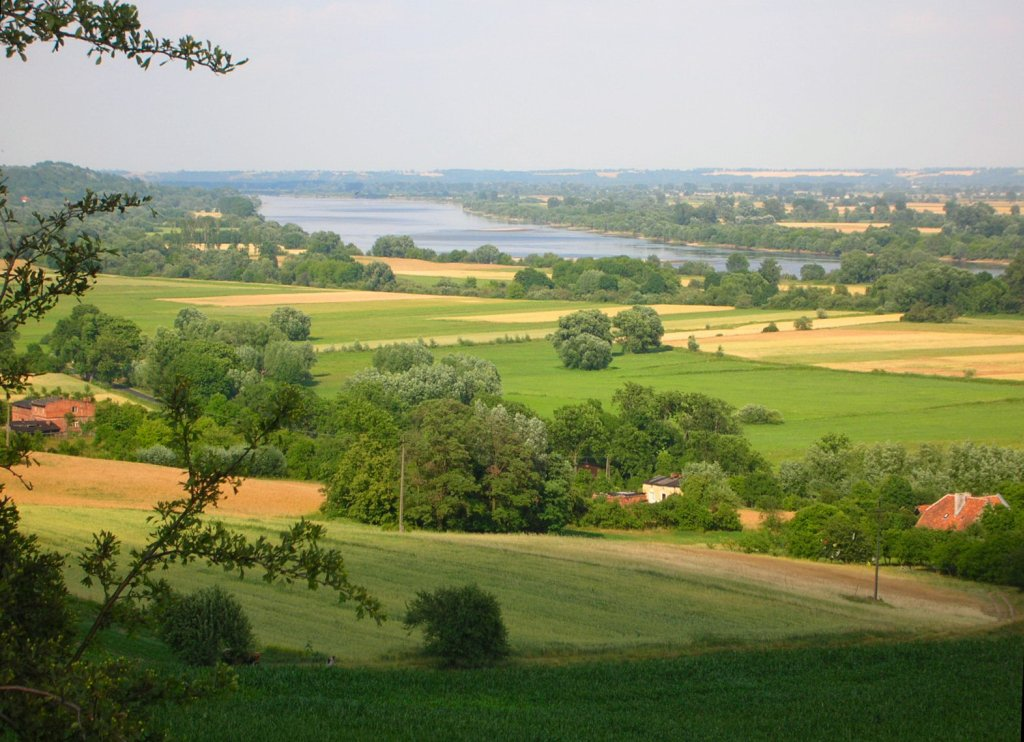
Unteres Weichseltal

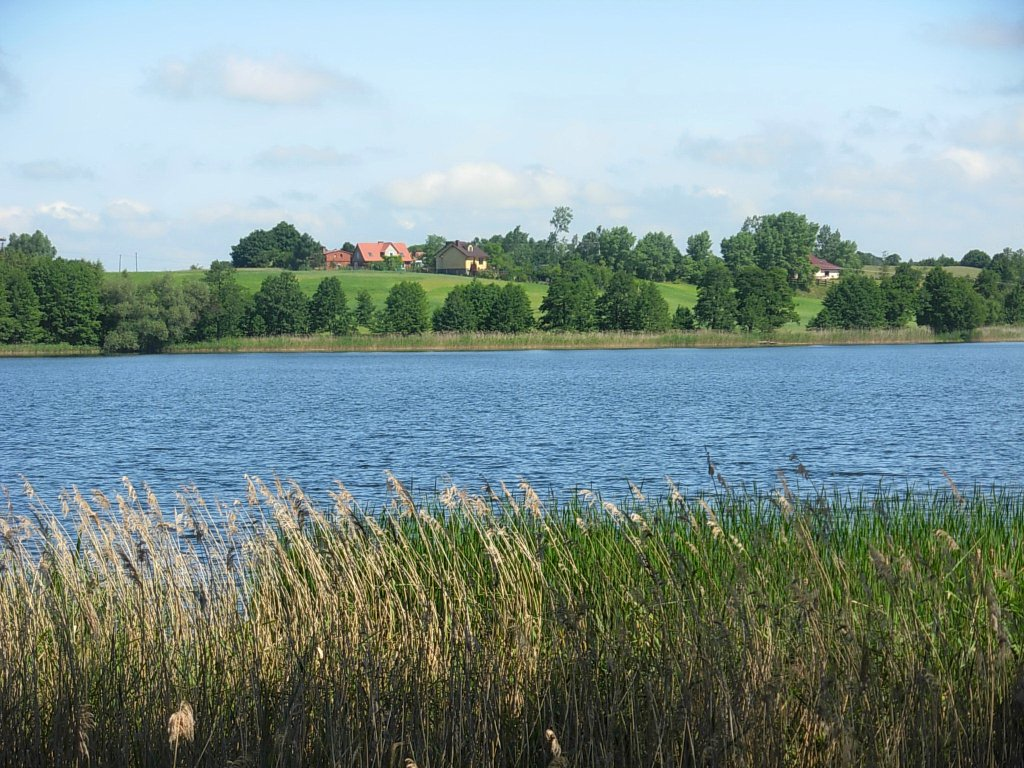
Landschaft nördlich von Bydgoszcz

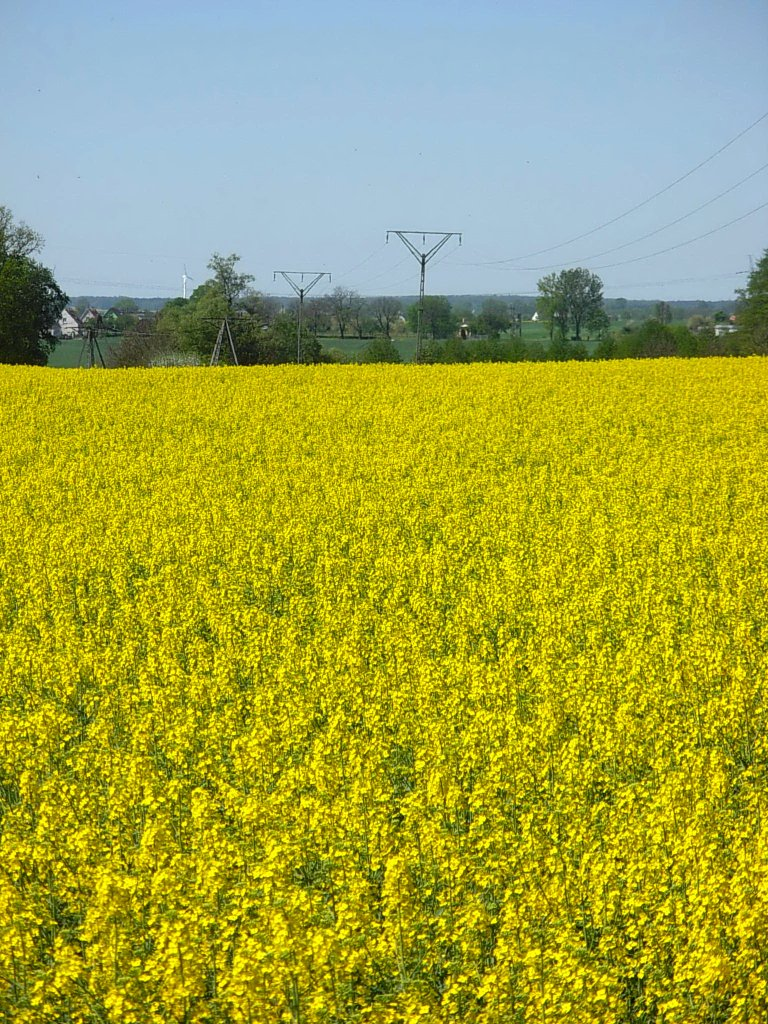
Rapsfelder in Kujawien

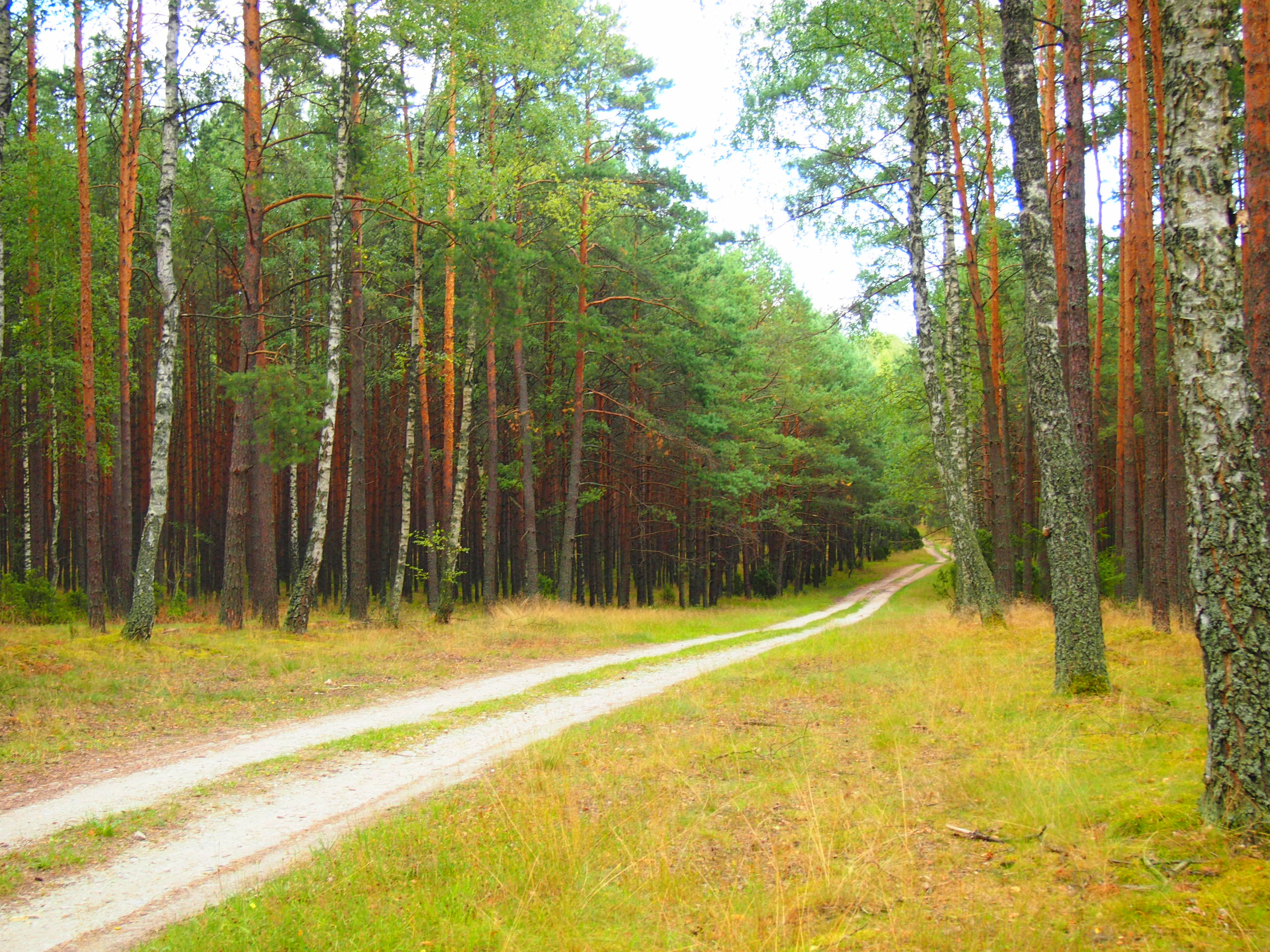
Bory Tucholskie

### Landschaft
Das Landschaftsbild Kujawien-Pommerns ist allgemein eiszeitlich geprägt, insbesondere durch die Weichsel-Eiszeit.
Mitten durch die Woiwodschaft verläuft der untere Flusslauf der Weichsel, des wichtigsten Flusses Polens. Zwischen Bydgoszcz und Toruń folgt sie dem Thorn-Eberswalder Urstromtal, während sich ihr weiterer Verlauf nördlich angrenzend im Unteren Weichseltal (Dolina Dolnej Wisły) befindet.
Die Flussniederungen werden von Moränenlandschaften und zahlreichen Seenplatten begrenzt, unter anderem von der Südpommerschen Seenplatte (Pojezierze Południowopomorskie), der Kulm-Dobriner Seenplatte (Pojezierze Chełmińsko-Dobrzyńskie) sowie der Großpolnischen Seenplatte (Pojezierze Wielkopolskie).
Im Nordwesten der Woiwodschaft befindet sich mit den Bory Tucholskie (Tucheler Heide) das größte zusammenhängende Waldgebiet in der Region sowie eines der größten dieser Art innerhalb Polens. Daneben nimmt auch die Puszcza Bydgoska im Umland von Bydgoszcz und Toruń bedeutende Flächen ein.

### Gewässer
Kujawien-Pommern ist bedingt durch seine Anteile an mehreren Seenplatten reich an Seen, insbesondere Rinnenseen, deren Fläche rund 1,4 Prozent des Gebietes der Woiwodschaft einnimmt. Dabei ist die regionale Verteilung jedoch sehr unterschiedlich. Die größten Seen der Woiwodschaft sind in ihren südlichen sowie östlichen Landstrichen zu finden. Folgende Seen bilden die größten natürlichen Wasserflächen der Region:
- Gopło – 21,5 km²
- Jezioro Głuszyńskie – 6,3 km²
- Jezioro Żnińskie Duże – 4,3 km²
- Jezioro Wiecanowskie – 3 km²
- Jezioro Chełmżyńskie – 2,7 km²

Darüber hinaus existieren zahlreiche Stauseen:
- Jezioro Włocławskie – 70,4 km²
- Zalew Koronowski – 15,6 km²
- Jezioro Pakoskie – 13 km²
- Zalew Żur – 4,4 km²

Rund 70 Prozent des Territoriums der Woiwodschaft befinden sich im Einzugsgebiet der Wisła (Weichsel). Weitere bedeutende Flüsse sind:
- Brda (Brahe)
- Noteć (Netze)
- Drwęca (Drewenz)
- Wda (Schwarzwasser)
- Osa (Ossa)
- Mień (Meinbach)
- Tążyna (Tonzyna)
- Zgłowiączka
- Jordan (Jordan)
- Rokitka (Rokitka)
- Zielona Struga (Grünfließ)

Der bedeutendste Kanal der Region, der die Flüsse Brda und Noteć verbindet, ist der Kanał Bydgoski (Bromberger Kanal).

### Klima
Das Klima Kujawien-Pommerns ist insbesondere im nördlichen Teil durch die relative Nähe zur Ostsee stark ozeanisch geprägt. Hier sind die Temperaturen im Jahresdurchschnitt am niedrigsten und die Niederschlagsmengen (580 bis 700 mm im Jahr) regional betrachtet am höchsten.
Richtung Süden wird das Klima zunehmend milder und trockener. Gleichzeitig wird das Klima von Westen nach Osten zunehmend kontinentaler. Kujawien zählt mit Niederschlagsmengen von 450 bis 500 mm pro Jahr zu den trockensten Regionen Polens.

### Naturschutzgebiete
- Landschaftsschutzpark Brodnica (Brodnicki Park Krajobrazowy)
- Landschaftsschutzpark Gostynin-Włocławek (Gostynińsko-Włocławski Park Krajobrazowy)
- Wda-Landschaftsschutzpark (Wdecki Park Krajobrazowy)
- Górznieńsko-Lidzbarski Park Krajobrazowy
- Krajeński Park Krajobrazowy
- Park Krajobrazowy Nadgoplański Park Tysiąclecia
- Tucholski Park Krajobrazowy
- Zespół Parków Krajobrazowych nad Dolną Wisłą

### Nachbarwoiwodschaften
|                        | Woiwodschaft Pommern | Woiwodschaft Ermland-Masuren |
|                        |                      | Woiwodschaft Masowien        |
| Woiwodschaft Großpolen |                      | Woiwodschaft Łódź            |

## Bevölkerung

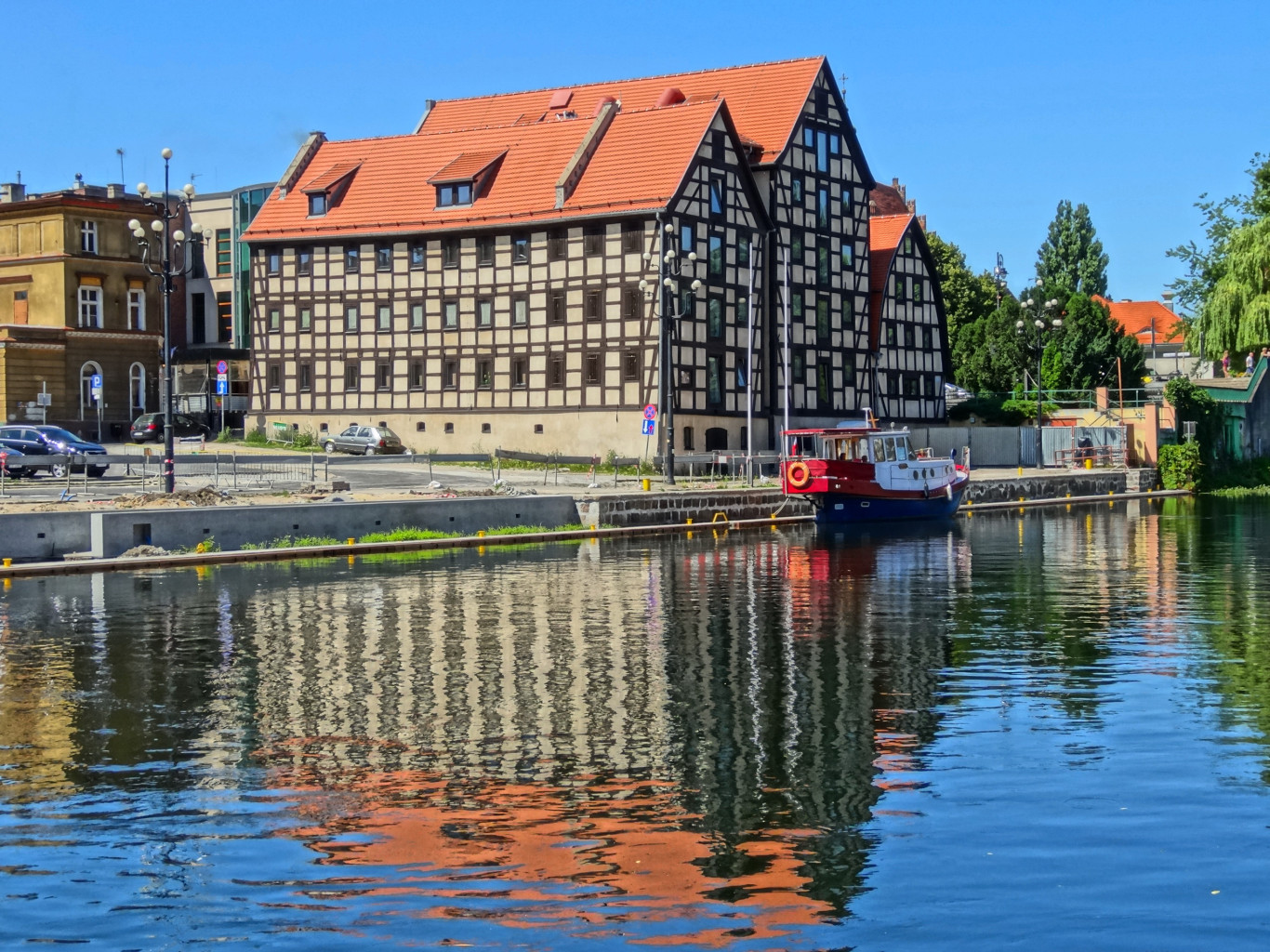
Speicher in Bydgoszcz am Ufer der Brda

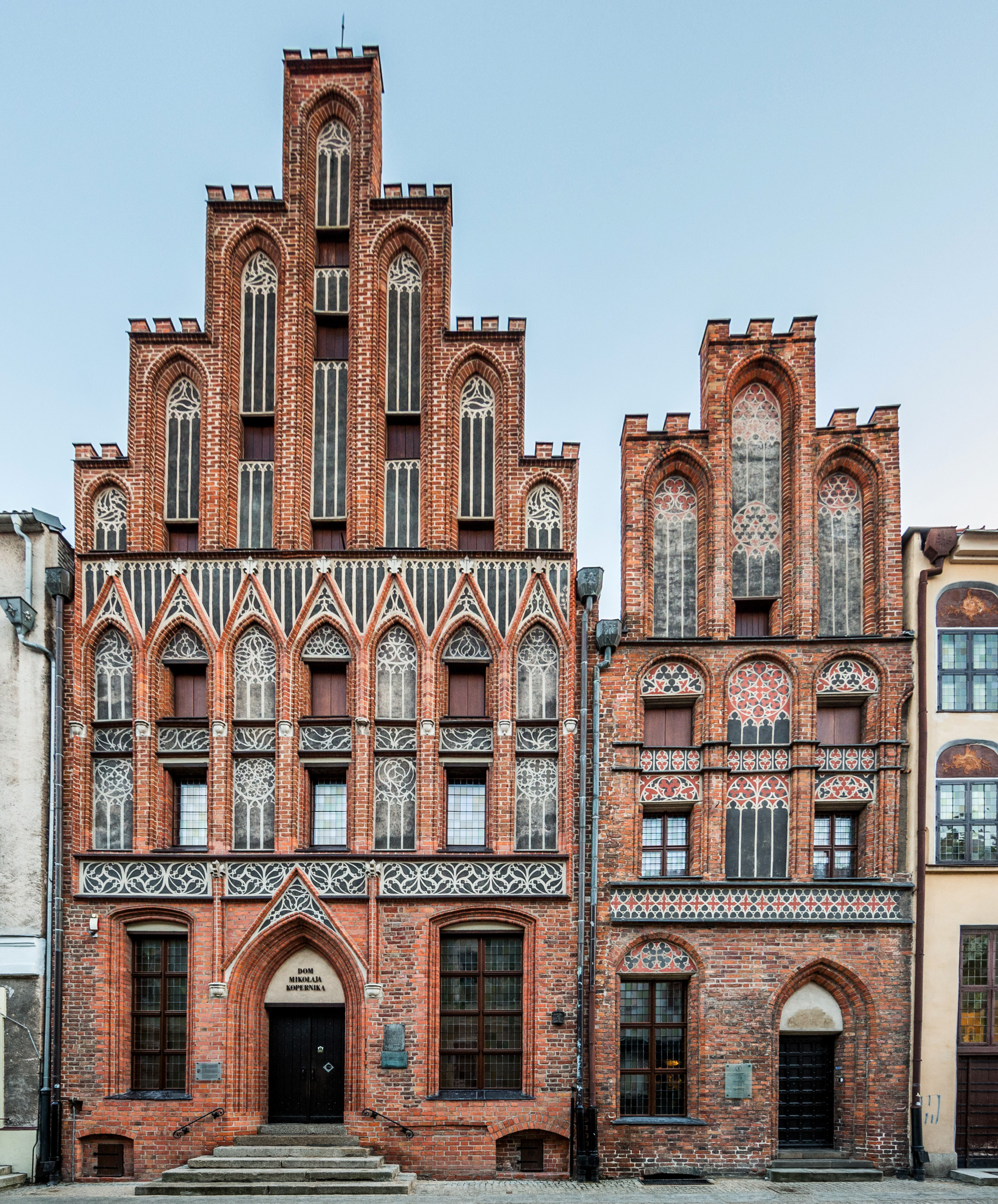
Geburtshaus von Nikolaus Kopernikus in Toruń

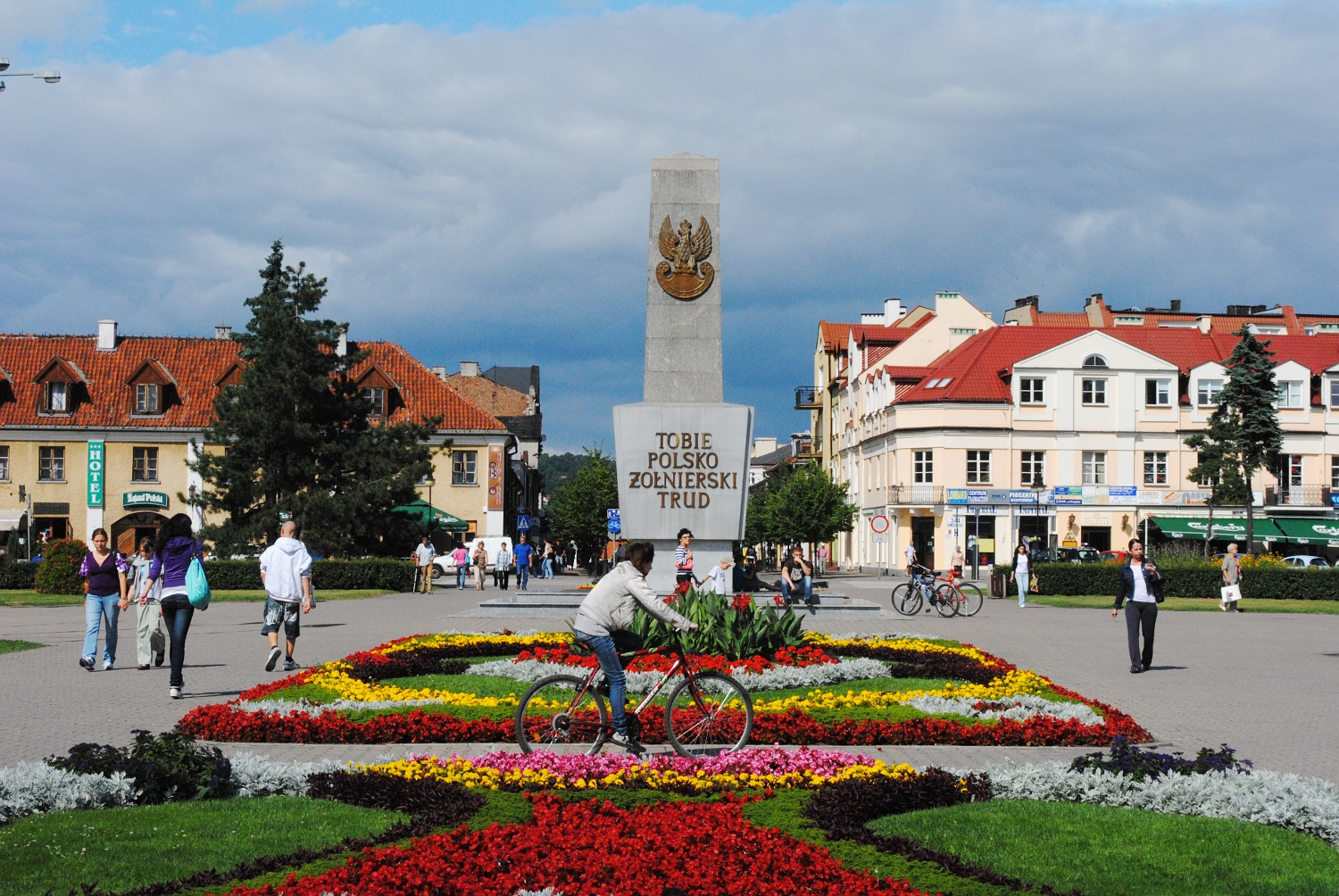
Platz der Freiheit in Włocławek

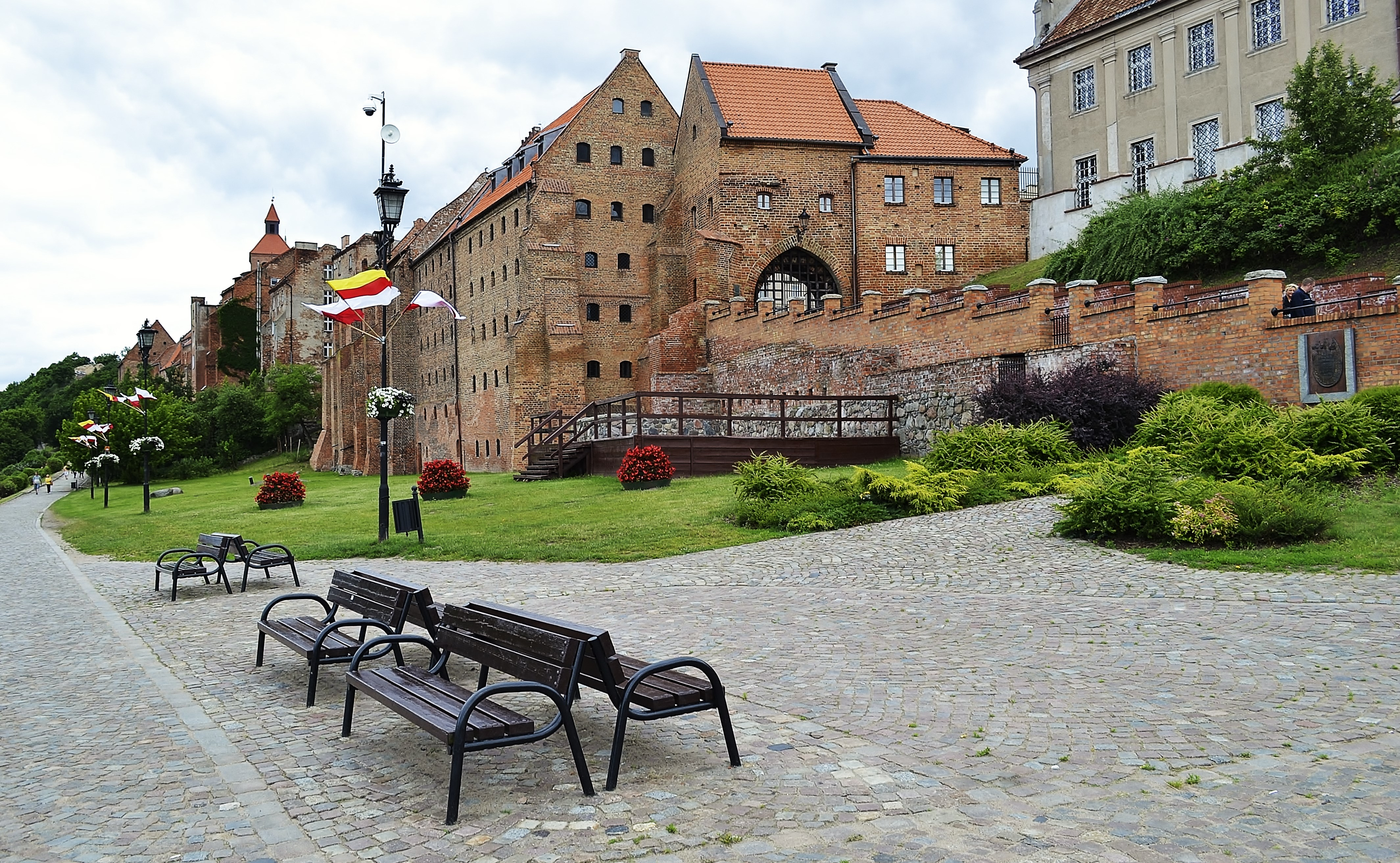
Wassertor und Stadtmauer in Grudziądz

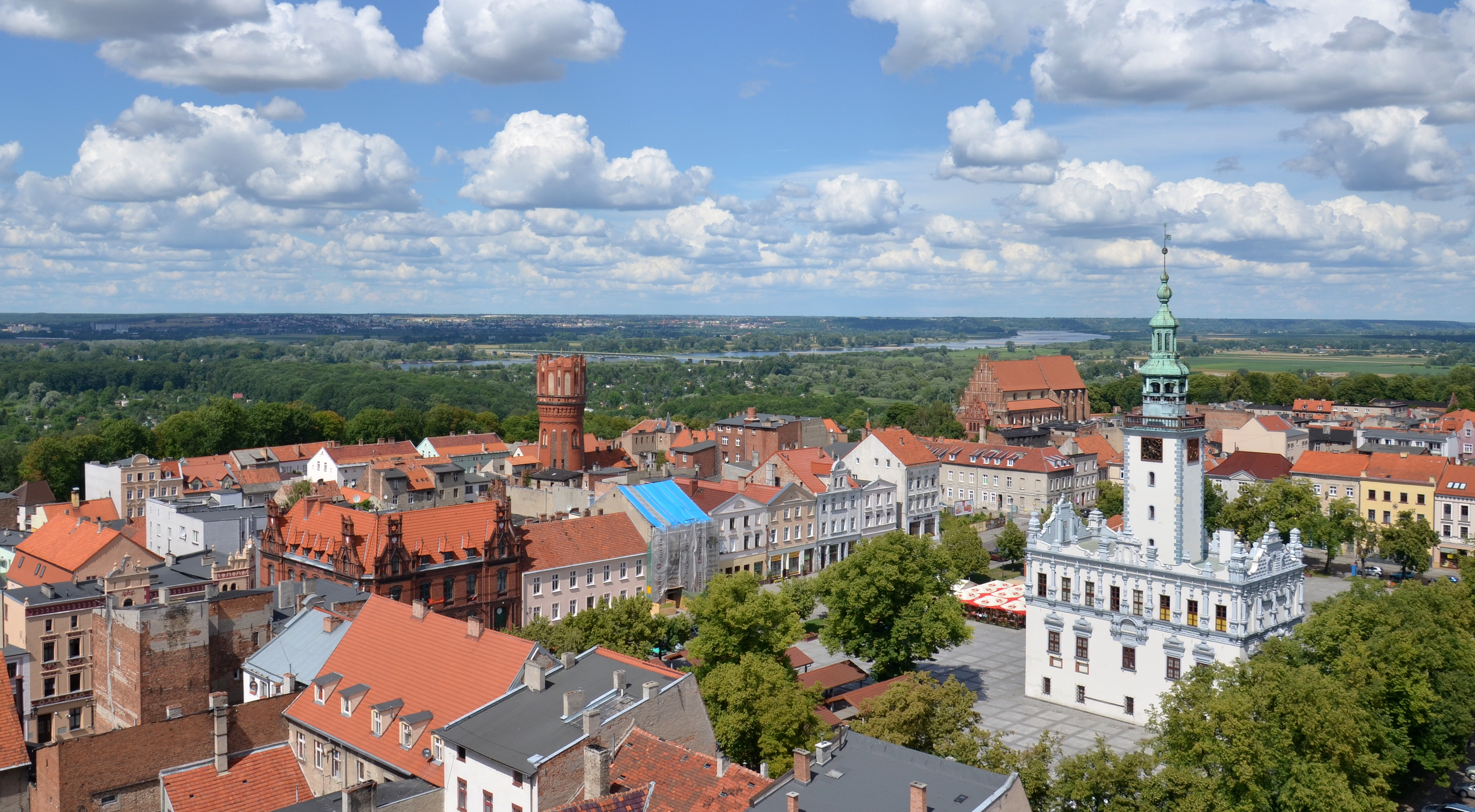
Altstadt von Chełmno

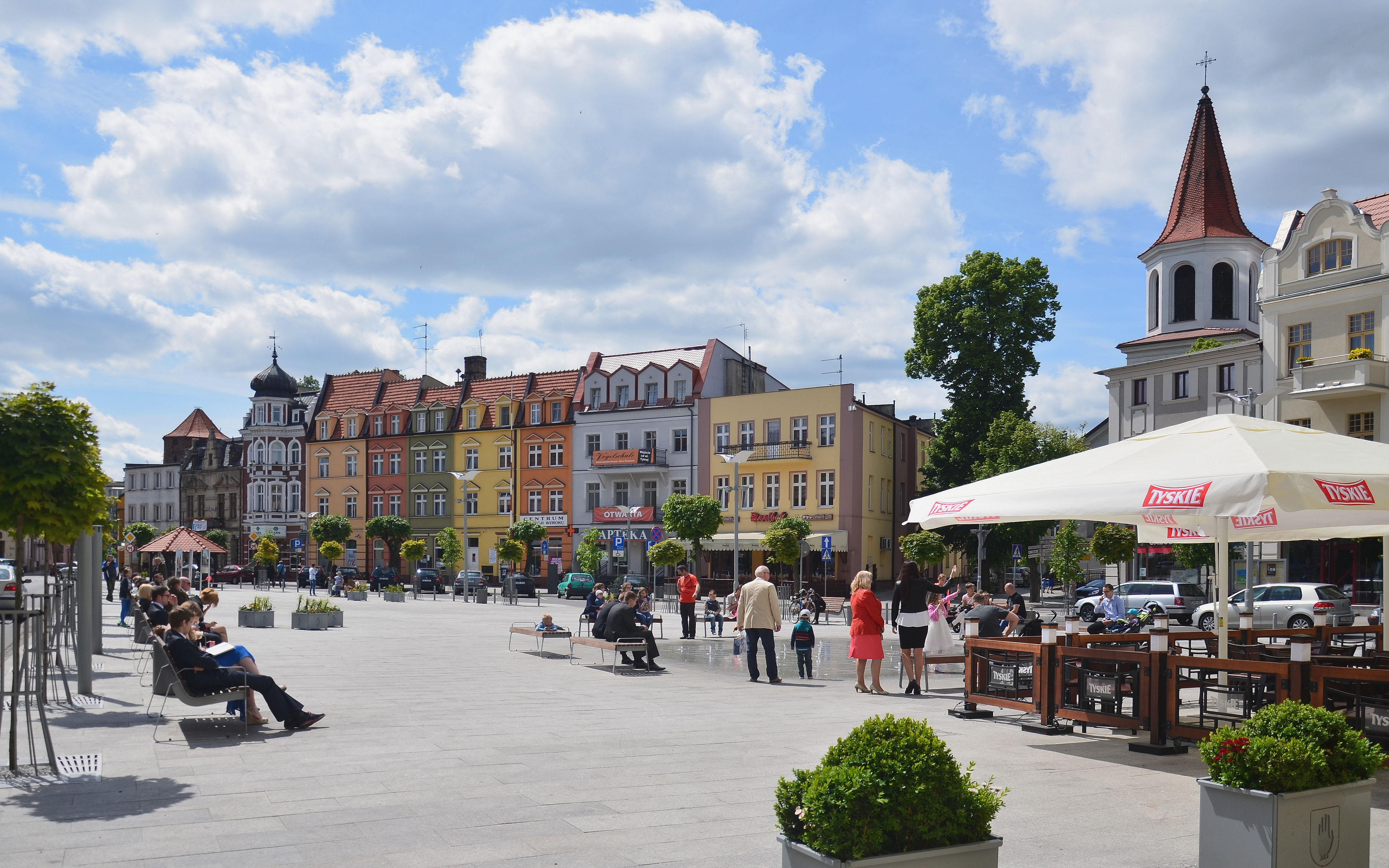
Marktplatz in Brodnica

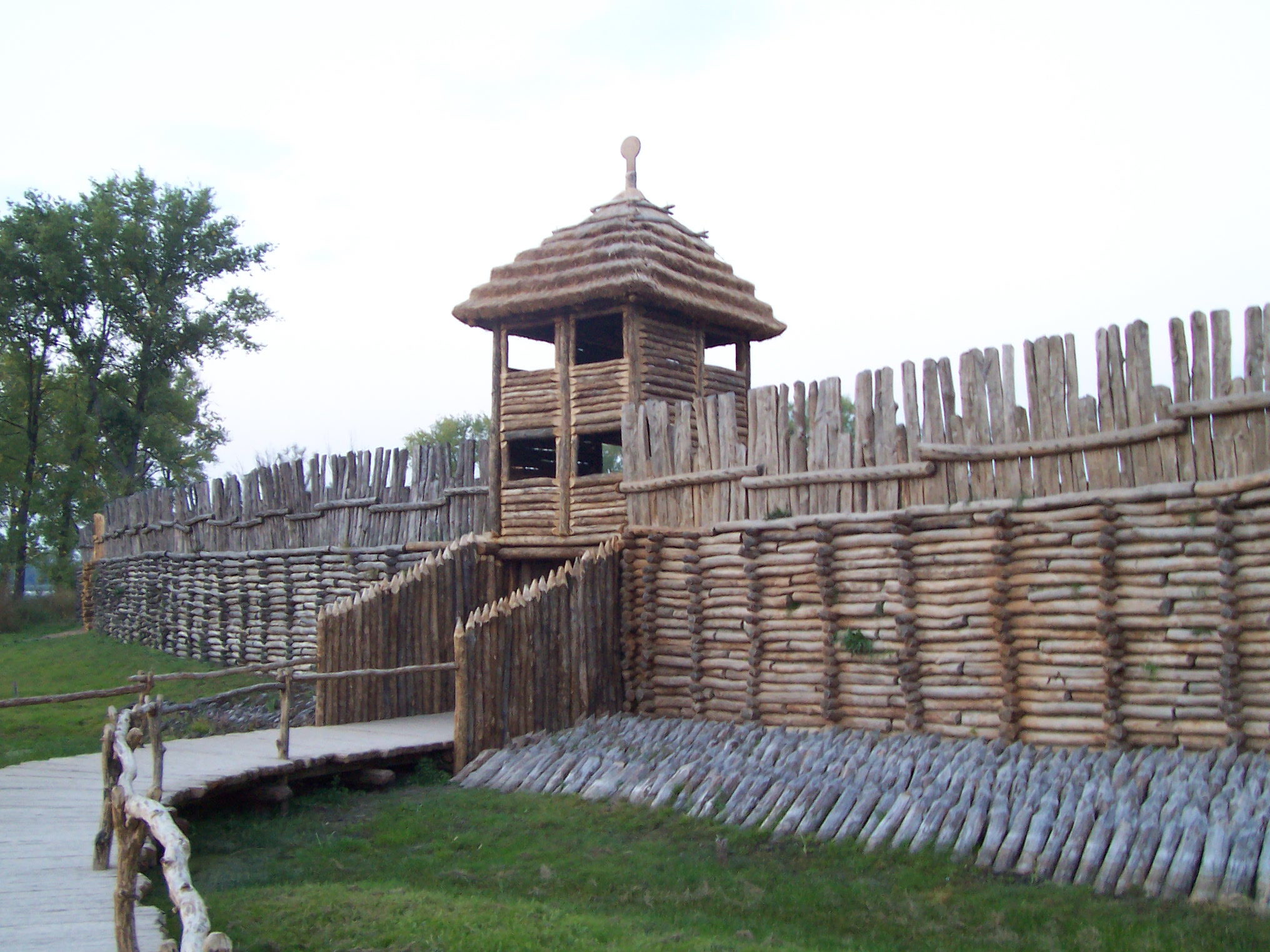
Biskupin (prähistorisches Dorf)

Am 31. Dezember 2019 waren 2.072.373 Einwohner in der Woiwodschaft Kujawien-Pommern gemeldet, davon sind 1.004.306 Männer (48,46 %) und 1.068.067 Frauen (51,54 %). Knapp 59 Prozent der Bevölkerung lebt in Städten.
Mit einer Bevölkerungsdichte von 115 Einwohnern pro Quadratkilometer liegt Kujawien-Pommern knapp unterhalb des polnischen Landesdurchschnitts. Dabei ist insbesondere die Region um die beiden Hauptstädte Bydgoszcz und Toruń sowie die Landkreise Inowrocław und Aleksandrów Kujawski überdurchschnittlich dicht besiedelt. Am dünnsten besiedelt ist der Nordwesten der Woiwodschaft innerhalb der Landkreise Sępólno Krajeńskie und Tuchola mit teils unter 50 Einwohnern pro Quadratkilometer.
Die Bevölkerung Kujawien-Pommerns ist überwiegend polnischer Nationalität und besteht hauptsächlich aus Großpolen und Kujawiern sowie Nachfahren der Pomoranen und Prußen.

### Bevölkerungsentwicklung
Die Bevölkerungszahl der Woiwodschaft Kujawien-Pommern bewegt sich seit vielen Jahren auf einem relativ stabilen Niveau von knapp 2,1 Millionen Einwohnern. Zuletzt war nach einer leichten Bevölkerungszunahme wieder eine rückläufige Entwicklung zu verzeichnen.
| Jahr | Einwohnerzahl |
| ---- | ------------- |
| 1995 | 2.092.977     |
| 2000 | 2.067.817     |
| 2005 | 2.068.253     |
| 2010 | 2.069.543     |
| 2015 | 2.086.210     |
| 2019 | 2.072.373     |

### Lebenserwartung
Im Jahr 2019 betrug die durchschnittliche Lebenserwartung in der Woiwodschaft Kujawien-Pommern bei Männern 73,7 Jahre und bei Frauen 81 Jahre.

### Größte Städte
In Kujawien-Pommern befinden sich drei Großstädte mit einer Einwohnerzahl von jeweils über 100.000 Einwohnern: die beiden Hauptstädte Bydgoszcz und Toruń sowie Włocławek. Zwischen 1989 und 2004 hatte auch Grudziądz den Status einer Großstadt. Insgesamt gibt es in Kujawien-Pommern 52 Ortschaften mit Stadtrecht.
| Stadt             | Deutscher Name   | Einwohner 31. Dezember 2020 |
| ----------------- | ---------------- | --------------------------- |
| Bydgoszcz         | Bromberg         | 344.091                     |
| Toruń             | Thorn            | 198.613                     |
| Włocławek         | Leslau           | 108.561                     |
| Grudziądz         | Graudenz         | 93.564                      |
| Inowrocław        | Hohensalza       | 71.674                      |
| Brodnica          | Strasburg        | 28.701                      |
| Świecie           | Schwetz          | 25.486                      |
| Chełmno           | Culm             | 19.205                      |
| Nakło nad Notecią | Nakel            | 18.026                      |
| Rypin             | Rippin (1942-45) | 15.999                      |
| Solec Kujawski    | Schulitz         | 15.614                      |
| Chełmża           | Culmsee          | 14.362                      |

## Wirtschaft
Im Vergleich mit dem BIP der EU ausgedrückt in Kaufkraftstandards erreichte die Woiwodschaft 2018 einen Index von 57 (EU-27 = 100), bezogen auf den Wert pro Erwerbstätigem erreichte Kujawien-Pommern hingegen einen Index von 64 (EU-27 = 100). Im Jahr 2017 belief sich das Bruttoinlandsprodukt pro Kopf in der Woiwodschaft Kujawien-Pommern auf 41.875 PLN.
Die Arbeitslosenquote lag im Dezember 2009 bei 15,8 Prozent was 134.100 Personen entsprach. Bis Mitte 2020 erfolgte ein Rückgang der Arbeitslosenquote auf 8,7 Prozent.
Mit einem Wert von 0,862 erreicht Kujawien-Pommern Platz 14 unter den 16 Woiwodschaften Polens im Index der menschlichen Entwicklung.
Die größten in der Woiwodschaft gegründeten Unternehmen (WSE-Aktionäre):
- Apator
- Drozapol
- Immobile
- Krezus
- Neuca
- Oponeo.pl
- Projprzem Makrum
- Hydrotor
- Vivid Games
- Kruszwica

## Infrastruktur
Das befestigte Straßennetz der Region hatte im Jahr 2019 eine Gesamtlänge von rund 19.194 Kilometern, davon entfielen 74 Kilometer auf Schnellstraßen und 165 Kilometer auf Autobahnen.
Darüber hinaus existierten in der Woiwodschaft Kujawien-Pommern im Jahr 2019 ausgebaute Radwege auf einer Länge von rund 1.124 Kilometern.
Das Eisenbahnnetz der Region hatte im Jahr 2019 eine Gesamtlänge von insgesamt 1.322 Kilometern, wovon 564 Kilometer elektrifiziert sind.